# Zasićenje boje
Zasićenost, hromatičnost ili punoća su opažene boje koji se odnose na hromatski intenzitet. Kao što je formalno definisala Međunarodna komisija za iluminaciju (engl. International Commission on Illumination, CIE), oni opisuju tri različita aspekta hromatskog intenziteta, ali izrazi se često koriste slobodno i naizmenično u kontekstima u kojima ti aspekti nisu jasno razgraničeni. Precizna značenja pojmova variraju u zavisnosti od toga od kojih drugih funkcija zavise.
- Zasićenost je „atribut vizuelne percepcije koji uslovljava da je opažena boja područja izgleda manje ili više hromatska“.[1][2] Zasićenost koju izaziva objekat ne zavisi samo od njegove spektralne reflektanse, već i od jačine osvetljenja, i povećava se sa potonjim, osim ako je osvetljenost veoma velika (Hantov efekat).
- Hromatičnost je „zasićenost područja koje se procenjuje kao proporcija osvetljenosti slično osvetljenog područja koje deluje belo ili visoko transmitujuće“.[3][2] Konsekventno, hromatičnost uglavnom zavisi samo od spektralnih svojstava, i kao takva se smatra da opisuje u boju predmeta.[4] To je koliko se različitom od sive iste svetline čini da je takva boja predmeta.[5]
- Punoća je „zasićenost područja ocenjena srazmerno njegovoj sjajnosti“,[6][2] što je zapravo opažena sloboda od beličaste svetlosti koja dolazi iz tog područja. Objekat sa datom spektralnom reflektansom pokazuje približno konstantnu zasićenost za sve nivoe osvetljenja, osim ako je osvetljenost veoma visoka.[7]

## Hromatičnost
Naivna definicija zasićenja ne precizira njegovu funkciju odziva. U prostorima boja CIE KSIZ i RGB zasićenost je definisana u smislu aditivnog mešanja boja i ima svojstvo da je proporcionalna bilo kom skaliranju usredsređenom na belu ili osvetljavanje bele tačke. Međutim, oba prostora boja su nelinearna u smislu psihovizuelno opaženih razlika u bojama. Takođe je moguće - i ponekad poželjno - definisati zasićenost kao veličinu koja je linearizirana u smislu psihovizuelne percepcije.
U prostorima boja CIE 1976 LAB i LUV, nenormalizovana hromatičnost je radijalna komponenta cilindrične koordinate CIE LCh (svetlina, hromatičnost, nijansa) reprezentacije LAB i LUV prostora boja, koji se takođe označavaju kao CIE LCh(ab) ili CIE LCh radi kratkoće, i CIE LCh(uv). Transformacija (a, b) u (Cab, hab) data je sa:
{\displaystyle C_{ab}^{*}={\sqrt {a^{*2}+b^{*2}}}}
{\displaystyle h_{ab}=\operatorname {atan2} \left({b^{\star }},{a^{\star }}\right)}
i analogno za CIE LCh(uv).
Hromatičnost u CIE LCh(ab) i CIE LCh(uv) koordinatama ima prednost što su psihovizuelno linearna, ali su nelinearne u smislu linearnog mešanja komponentnih boja. Zbog toga se hromatičnost u CIE 1976 Lab i LUV prostorima boja veoma razlikuje od tradicionalnog osećaja „zasićenja“.

## Zasićenje
Zasićenje boje se određuje kombinacijom intenziteta svetlosti i njene raspodele u spektru različitih talasnih dužina. Najčistija (najzasićenija) boja postiže se upotrebom samo jedne talasne dužine pri velikom intenzitetu, na primer u laserskom svetlu. Ako intenzitet opadne, i zasićenje opadne. Da bi se umanjila zasićenost boja datog intenziteta u suptraktivnom sistemu (kao što je akvarel), može se dodati bela, crna, siva ili komplementarne nijanse.
Slede različiti korelati zasićenja.

### CIELUV i CIELAB
U CIELUV, zasićenje je jednako hromatičnosti normalizovanoj svetlinom:
{\displaystyle s_{uv}={\frac {C_{uv}^{*}}{L^{*}}}=13{\sqrt {(u'-u'_{n})^{2}+(v'-v'_{n})^{2}}}}
gde je  hromatičnost bele tačke.
Po analogiju, u CIELAB sistemu to bi dalo:
{\displaystyle s_{ab}={\frac {C_{ab}^{*}}{L^{*}}}={\frac {\sqrt {{a^{*}}^{2}+{b^{*}}^{2}}}{L^{*}}}}
CIE nije formalno preporučio ovu jednačinu s obzirom da CIELAB nema dijagram hromatičnosti, te stoga ova definicija nema direktnu vezu sa starijim konceptima zasićenja. Ipak, ova jednačina pruža razuman prediktor zasićenja i pokazuje da podešavanje svetlosti u CIELAB-u dok se drži (a*, b*) fiksno utiče na zasićenje.
Sledeća formula se slaže sa ljudskom percepcijom zasićenja. To je formula koju je predložila Eva Libe je u saglasnosti sa verbalnom definicijom Manfreda Rihtera: Zasićenje je udeo čiste hromatske boje u ukupnom osećaju boje.
{\displaystyle S_{ab}={\frac {C_{ab}^{*}}{\sqrt {{C_{ab}^{*}}^{2}+{L^{*}}^{2}}}}100\%}
gde je  zasićenje, L* je svetlina i  je hromatičnost boje.

### CIECAM02
U CIECAM02, zasićenje je jednako kvadratnom korenu zasićenja boje podeljenom osvetljenošću:
{\displaystyle s={\sqrt {M/Q}}}
Ova definicija je inspirisana eksperimentalnim radom izvedenim sa namerom da se popravi loš učinak CIECAM97s. M je proporcionalano hromatičnosti C, tako da CIECAM02 definicija ima izvesnu sličnost sa CIELUV definicijom.

## Literatura
- Stroebel, Leslie D.; Zakia, Richard D. (1993). The Focal Encyclopedia of Photography (3E изд.). Focal Press. стр. 121. ISBN 0-240-51417-3. „excitation purity.”
- Gescheider G (1997). Psychophysics: the fundamentals. Somatosensory & Motor Research. 14 (3rd изд.). стр. 181—8. ISBN 978-0-8058-2281-6.
- Bruce V, Green PR, Georgeson MA (1996). Visual perception (3rd изд.). Psychology Press.
- Boff KR; Kaufman L; Thomas JP (ур.). Handbook of perception and human performance: Vol. I. Sensory processes and perception. New York: John Wiley.
- Gescheider G (1997). „Chapter 5: The Theory of Signal Detection”. Psychophysics: the fundamentals (3rd изд.). Lawrence Erlbaum Associates. ISBN 978-0-8058-2281-6.
- Gustav Theodor Fechner (1860). Elemente der Psychophysik (Elements of Psychophysics).
- Snodgrass JG. 1975. Psychophysics. In: Experimental Sensory Psychology. B Scharf. (Ed.)
- Gescheider G (1997). „Chapter 1: Psychophysical Measurement of Thresholds: Differential Sensitivity”. Psychophysics: the fundamentals (3rd изд.). Lawrence Erlbaum Associates. ISBN 978-0-8058-2281-6.
- Charles Sanders Peirce and Joseph Jastrow (1885). „On Small Differences in Sensation”. Memoirs of the National Academy of Sciences. 3: 73—83.
- Hacking, Ian (септембар 1988). „Telepathy: Origins of Randomization in Experimental Design”. Isis. 79 (3, "A Special Issue on Artifact and Experiment"): 427—451. JSTOR 234674. MR 1013489. S2CID 52201011. doi:10.1086/354775.
- Stephen M. Stigler (новембар 1992). „A Historical View of Statistical Concepts in Psychology and Educational Research”. American Journal of Education. 101 (1): 60—70. S2CID 143685203. doi:10.1086/444032.
- Trudy Dehue (децембар 1997). „Deception, Efficiency, and Random Groups: Psychology and the Gradual Origination of the Random Group Design” (PDF). Isis. 88 (4): 653—673. PMID 9519574. S2CID 23526321. doi:10.1086/383850.
- Joseph Jastrow (21. 12. 1916). „Charles S. Peirce as a Teacher”. The Journal of Philosophy, Psychology and Scientific Methods. 13 (26): 723—726. JSTOR 2012322. doi:10.2307/2012322.
- Omar Khaleefa (1999). „Who Is the Founder of Psychophysics and Experimental Psychology?”. American Journal of Islamic Social Sciences. 16 (2). doi:10.35632/ajis.v16i2.2126.
- Aaen-Stockdale, C.R. (2008). „Ibn al-Haytham and psychophysics”. Perception. 37 (4): 636—638. PMID 18546671. S2CID 43532965. doi:10.1068/p5940.
- Gescheider G (1997). „Chapter 2: Psychophysical Measurement of Thresholds: Absolute Sensitivity”. Psychophysics: the fundamentals (3rd изд.). Lawrence Erlbaum Associates. ISBN 978-0-8058-2281-6.
- Gescheider G (1997). „Chapter 4: Classical Psychophysical Theory”. Psychophysics: the fundamentals (3rd изд.). Lawrence Erlbaum Associates. ISBN 978-0-8058-2281-6.
- Gescheider G (1997). „Chapter 3: The Classical Psychophysical Methods”. Psychophysics: the fundamentals (3rd изд.). Lawrence Erlbaum Associates. ISBN 978-0-8058-2281-6.
- Treutwein, Bernhard (септембар 1995). „Adaptive psychophysical procedures”. Vision Research. 35 (17): 2503—2522. PMID 8594817. S2CID 10550300. doi:10.1016/0042-6989(95)00016-X.
- Garcia-Perez, MA (1998). „Forced-choice staircases with fixed step sizes: asymptotic and small-sample properties”. Vision Res. 38 (12): 1861—81. PMID 9797963. S2CID 18832392. doi:10.1016/S0042-6989(97)00340-4.
- Watson, Andrew B.; Pelli, Denis G. (март 1983). „Quest: A Bayesian adaptive psychometric method”. Perception & Psychophysics. 33 (2): 113—120. PMID 6844102. doi:10.3758/BF03202828 .
- Harvey, Lewis O. (новембар 1986). „Efficient estimation of sensory thresholds”. Behavior Research Methods, Instruments, & Computers. 18 (6): 623—632. doi:10.3758/BF03201438 .
- Kontsevich, Leonid L.; Tyler, Christopher W. (август 1999). „Bayesian adaptive estimation of psychometric slope and threshold”. Vision Research. 39 (16): 2729—2737. PMID 10492833. S2CID 8464834. doi:10.1016/S0042-6989(98)00285-5.
- Stevens, S. S. (1957). „On the psychophysical law”. Psychological Review. 64 (3): 153—181. PMID 13441853. doi:10.1037/h0046162.
- Steingrimsson, R.; Luce, R. D. (2006). „Empirical evaluation of a model of global psychophysical judgments: III. A form for the psychophysical function and intensity filtering”. Journal of Mathematical Psychology. 50: 15—29. doi:10.1016/j.jmp.2005.11.005.